# Oued Guebli
L'oued Guebli (en arabe :واد ڨبلي), appelé aussi oued el Guebli, est un cours d'eau du Nord-est d’Algérie, à l’ouest de la wilaya de Skikda. Constituant le principal cours d’eau des petits bassins côtiers indépendants de l’Algérie orientale, il prend naissance de la jonction de deux oueds : l’oued Fessa et l’oued Khênga aux pieds des djebels Sidi Driss et Ayata, s’écoule dans les bassins de Sidi Mezghiche, Oum Toub, Tamalous et la plaine de Collo pour finir dans la mer Méditerranée. Sur son cours, l’oued Guebli draine une superficie totale de 993 km2. 

## Étymologie
Le mot Oued désigne en arabe une rivière ou une vallée. Le mot Guebli (en arabe : قبلي), qui est ici un déterminatif, veut dire méridional, qui vient de la direction du Sud, par opposition à la direction " dahraoui " (septentrional). Oued Guebli serait donc la rivière du Sud ou la rivière méridionale.

## Aménagements
- Barrage de Guénitra
- Barrage de Beni Zid